# Hornschuchia bryotrophe
Hornschuchia bryotrophe är en kirimojaväxtart som beskrevs av Christian Gottfried Daniel Nees von Esenbeck. Hornschuchia bryotrophe ingår i släktet Hornschuchia och familjen kirimojaväxter. Inga underarter finns listade i Catalogue of Life.